# Mexilhão-zebra
Dreissena polymorpha, conhecido pelo nome comum de mexilhão-zebra, é um molusco bivalve de água doce nativo dos lagos do sudeste da Rússia, dos mares Negro, Cáspio e de Azov.  Seu nome é devido à presença comum de listras em sua concha, embora não seja um padrão universal, pois o padrão de cor pode variar entre o preto, cores claras e nenhuma listra. É frequentemente encontrado fixado em objetos, superfícies e até mesmo em outros mexilhões. Foi descrita pelo zoologista russo Pallas em 1771, a partir de um espécime coletado no rio Ural em 1769.
Esta espécie foi introduzida acidentalmente em diversos países e é considerada uma espécie invasora que causa prejuízos à economia e à biodiversidade.

## Características morfológicas
Os indivíduos são pequenos com tamanho variando entre 0,5 - 2,8 cm aproximadamente, sua concha tem o formato da letra D e a parte inferior achatada, além de ser extremamente afiada. É capaz de fixar em várias superfícies, sendo comumente encontrado fixado em outros indivíduos formando grandes colônias de mexilhões.

## Ecologia

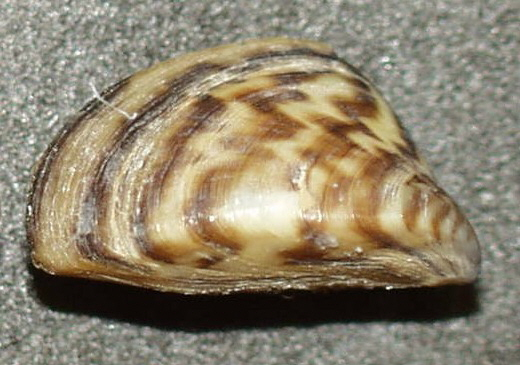
Um mexilhão zebra

O Ciclo de vida é de cinco anos e a maturidade sexual é atingida aos dois anos em média. Sua reprodução é extremamente rápida, uma única fêmea é capaz de produzir entre 100000 e 500000 ovos, os quais se desenvolvem como forma de vida livre antes de formarem conchas. Após duas semanas desenvolvem filamentos, permitindo sua fixação em superfícies. São excelentes filtradores, cada mexilhão-zebra é capaz de filtrar um litro de água por dia, removendo até partículas muito pequenas e com isso melhorando o aspecto geral da água. Outra característica é a capacidade de sobreviver fora da água por dias, contanto que o ambiente seja úmido e frio.

## Espécie Invasora
O mexilhão-zebra já era uma espécie com grande sucesso reprodutivo em seu local de origem e não foi diferente nas localidades onde ele foi introduzido acidentalmente. Acredita-se que a introdução acidental tenha ocorrido nos lastros e cascos dos navios transatlânticos.  A grande capacidade de colonização de novos ambientes deve-se ao seu ciclo de vida curto e alta variabilidade genética.Sua introdução é extremamente prejudicial a ecossistemas já estabelecidos, uma vez que começa a competir com as espécies nativas, sendo que muitas dessas espécies não tem a condições de se adaptar as mudanças provocadas. 

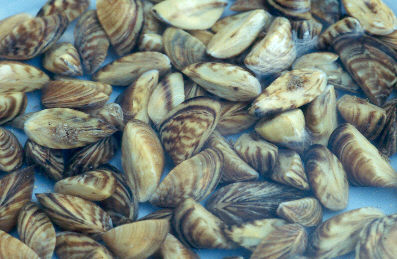
Variação no padrão de cor do mexilhão-zebra

### Principais problemas
As populações dessa espécies costumam ser numerosas, isso se deve muitas vezes a ausência de predadores nos ambientes colonizados. Mas também é resultante de características intrínsecas a espécie como taxas de crescimento e fecundação elevadas, além de uma grande tolerância a uma ampla variedade de condições ambientais. Dessa forma é possível encontrar mexilhões-zebra encrustado nos motores e cascos das embarcações, rochas, boias, tubulações e qualquer outra superfície. Os barcos com mexilhões aderidos tem sua velocidade e manobrabilidade reduzidas, além de um acréscimo no consumo de combustível. Devido ao fato da concha do mexilhão ser bastante afiada muitos banhistas são feridos ao adentrar na água.
Atualmente diversos países enfrentam problemas em seus sistemas de distribuição de água devido a aglomeração de mexilhões-zebra nos sistemas de captação de água para uso humano ou irrigação. Tamanha é a quantidade de indivíduos nos dutos, que os mesmos entopem frequência, o que tem causando prejuízos na casa dos milhões de dólares todos os anos.
Localidades onde a espécie é encontrada
- Mar Báltico
- Bielorrússia
- Canadá
- Mar céltico
- Canal Inglês
- Alemanha
- Itália
- Norte do Oceano Atlântico
- Mar do Norte
- Espanha
- Suécia
- Reino Unido
- Rio Hudson
- Estados Unidos

## Principais formas de controle

### Oxidação Química
Uso de compostos oxidantes como cloro, bromo, permanganato de potássio e ozônio. São extremamente eficientes, mas exigem reaplicações frequentes e causam dano em todo o ecossistema por não serem específicos à espécie.

### Remoção Mecânica
Pode ser feita por raspagem, jatos de alta pressão ou jateamento de areia.

### Tratamento Térmico
Água aquecida a 35°C por duas horas possui uma taxa de remoção elevada, beirando os 100%. No entanto, a água aquecida afeta todo o ecossistema.

### Anti-incrustante
Pigmentação anti-incrustante impede a adesão dos mexilhões na superfície, mas reduz a resistência da superfície.

### Magnetismo de Baixa Frequência
O magnetismo de baixa frequência impede a formação da concha do mexilhão-zebra. Devido a uma rápida perda de cálcio, o mexilhão morre devido a exposição.

### Pulsos Acústicos
As vibrações causam stress aos mexilhões juvenis, além de impedirem a fixação na superfície.

### Luz UV
A luz ultra-violeta é recomendada para sistemas médios e pequenos. Causa a morte de mexilhões juvenis e também de mexilhões adultos desde que o tempo de exposição seja suficiente. Em aproximadamente duas horas 85% dos mexilhões são removidos. Apesar da eficiência possui custos elevados e caso a lâmpada se quebre ocorre a liberação de mercúrio na água.
| Tecnologia                     | Vantagens                                                                     | Desvantagens                                                                             |
| ------------------------------ | ----------------------------------------------------------------------------- | ---------------------------------------------------------------------------------------- |
| Oxidação Química               | Amplamente utilizado na industria, facilidade de acesso.                      | Difícil utilização e monitoração, não seletivo, danoso a diversas espécies marinhas.     |
| Remoção Mecânica               | Simples e fácil de administrar, energeticamente eficiente.                    | Trabalho exaustivo, precisa ser executado com frequência para manutenção dos resultados. |
| Tratamento Térmico             | Simples e de fácil implementação.                                             | Causa danos ao ecossistema, precisa ser repetido duas vezes ao ano.                      |
| Anti-incrustante               | Durabilidade, diversidade de opções para as mais diversas superfícies.        | Em metais reduz a resistência a abrasão e corrosão.                                      |
| Magnetismo de baixa frequência | Grande eficiência, baixo custo de manutenção. Não causa danos ao ecossistema. | Dificuldade de implementação, alto consumo de energia, custos elevados.                  |
| Pulsos acústicos               | Grande eficiência, não danoso ao ecossistema.                                 | Dificuldade de implementação, alto consumo de energia, custos elevados.                  |
| Luz UV                         | Eficiente no controle. Alto nível de segurança.                               | Funcional apenas em sistemas menores, e em água com baixa turbidez.                      |